# زلاتى مورافتسى

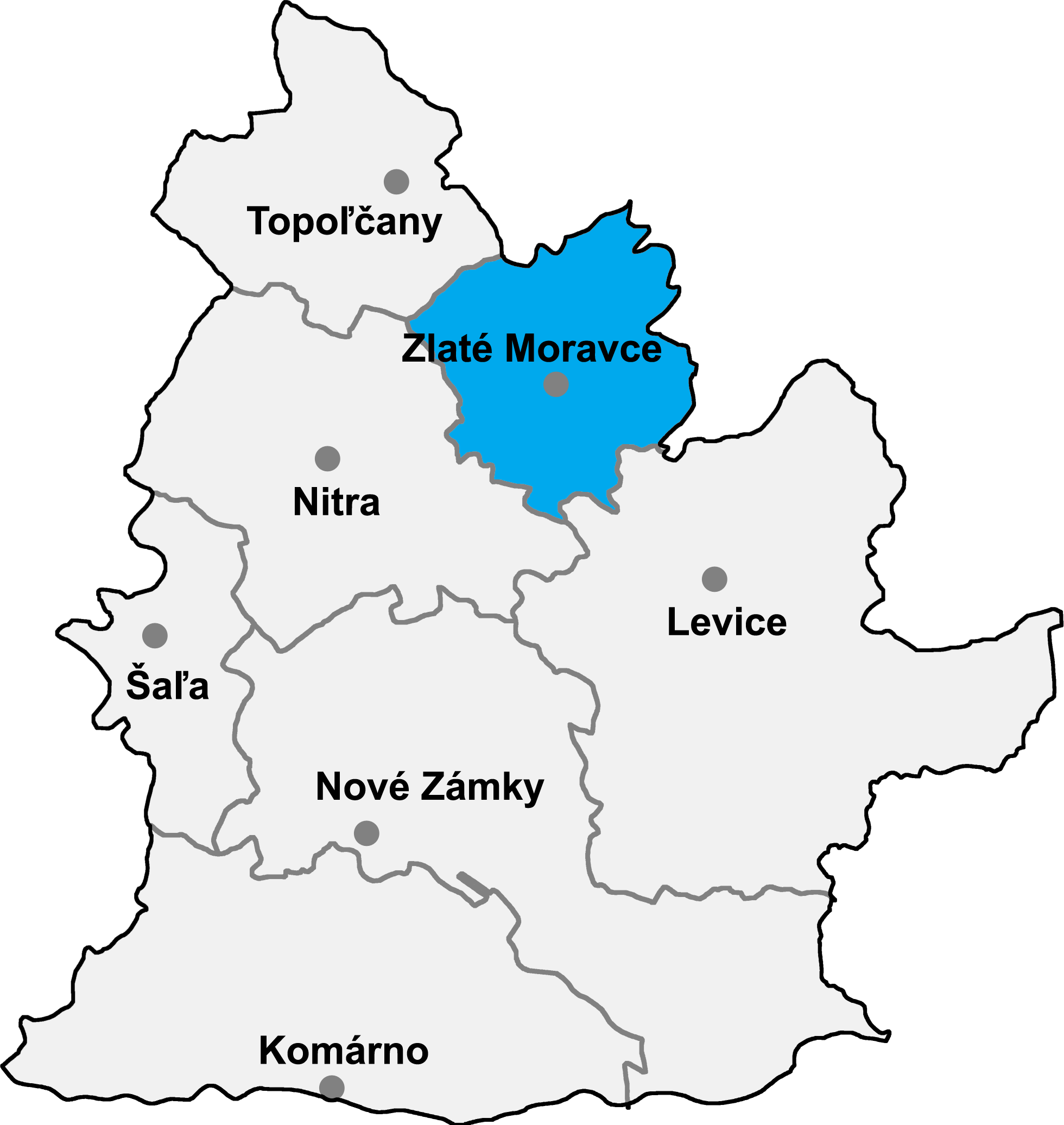
موقع زلاتى مورافتسى في إقليم نيترا

 زلاتى مورافتسى (بالسلوفاكية: Zlaté Moravce)‏ مدينة في غرب سلوفاكيا وتتبع إقليم نيترا.

## أعلام
- إميل أغوستون
- يان كوشيان